# Biston strataria
Pour les articles homonymes, voir Phalène.
Espèce
Biston strataria, la Marbrée, la Phalène marbrée ou le Biston marbré, est une espèce de lépidoptères (papillons) de la famille des Geometridae, de la sous-famille des Ennominae.

## Description

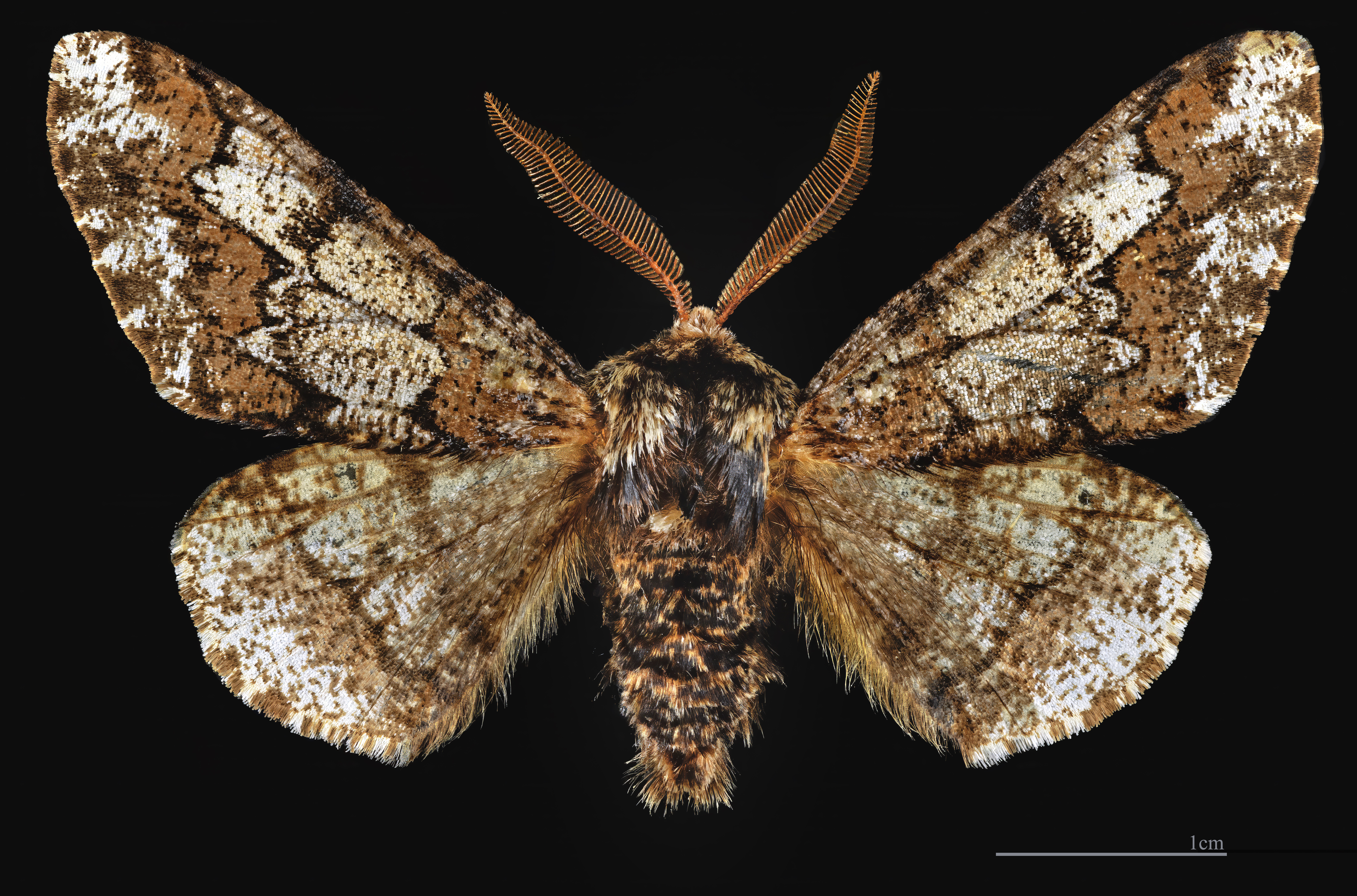
MHNT ♂
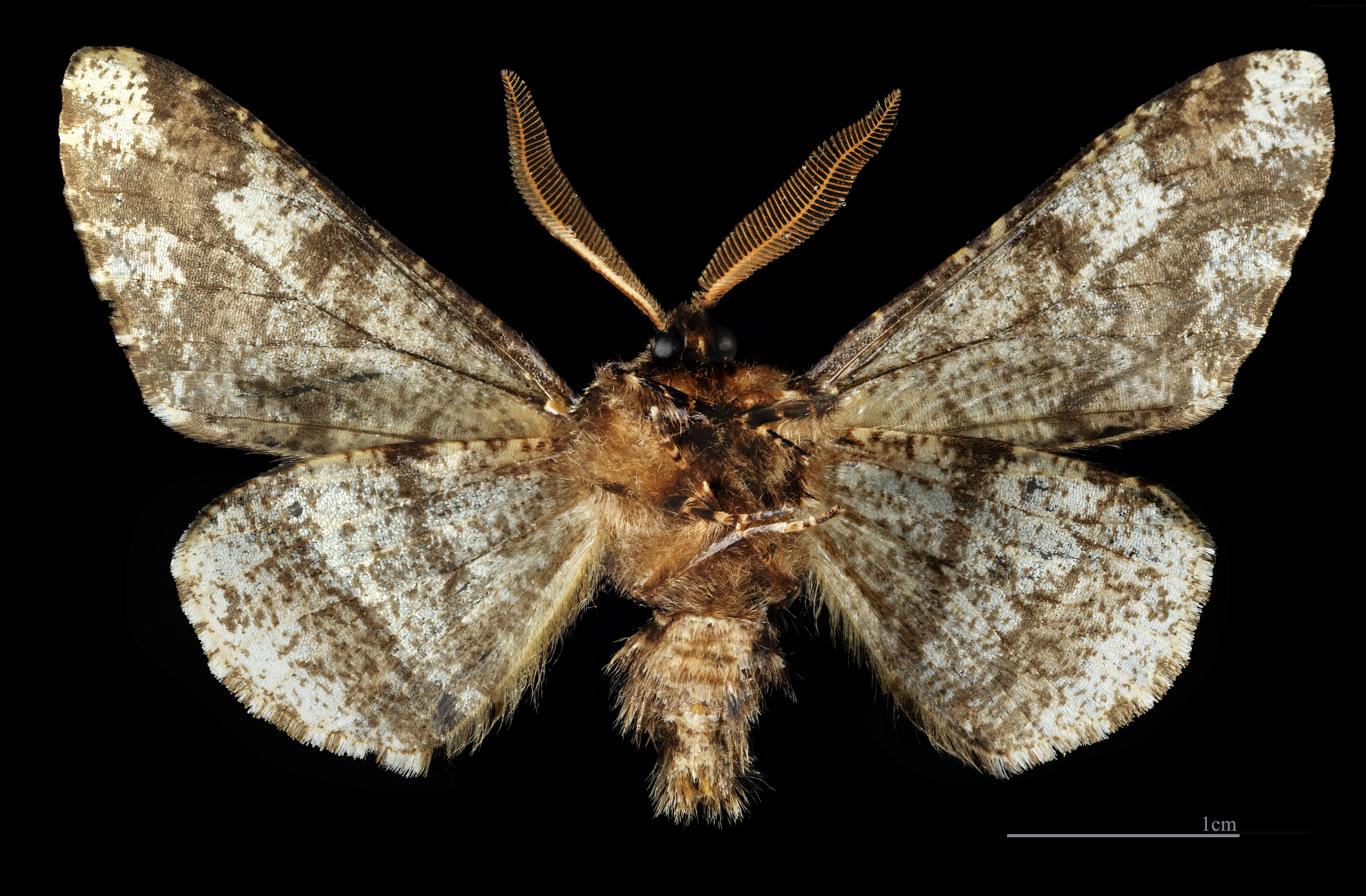
♂ △

## Synonymie
- Biston stratarius (Hufnagel, 1767)
- Geometra prodromaria Denis & Schiffermüller, 1775
- Phalaena strataria Hufnagel, 1767